# Tomás Vodanovic
Tomás Vodanovic Escudero (Santiago, 15 de octubre de 1990) es un sociólogo y político chileno que se desempeña como alcalde de la comuna de Maipú, la que gobierna desde 2021.
Fue reelecto en las elecciones municipales de 2024, obteniendo el 70% de las preferencias y más de 227 000 votos frente a Enrique Bassaletti.Dichas cifras le convirtieron en el alcalde electo con mayor número de sufragios en la historia del país.
Previo a competir formalmente en política, Vodanovic realizó voluntariados en organizaciones no gubernamentales (ONG) dedicadas a fortalecer la educación en comunidades vulnerables, factor que lo motivó a entrar en la política. Luego de ello, en 2017 ingresó al partido, Revolución Democrática, donde fue jefe territorial (2018) del diputado Pablo Vidal, además de su jefe de gabinete (2018−2020).

## Biografía
Hijo de Jaime Vodanovic y María Isabel Escudero, nació en Santiago en 1990. Estudió en el Colegio Cumbres de Las Condes. Posteriormente, cursó la carrera de sociología en la Pontificia Universidad Católica de Chile (PUC). Dicha profesión le permitió acceder a posgrado en la Universidad de Georgetown, en Estados Unidos, donde cursó el Global Competitiveness Leadership. Vodanovic logró acceder a estas capacitaciones gracias a que fue becado por su trayectoria y experiencia en voluntariado.

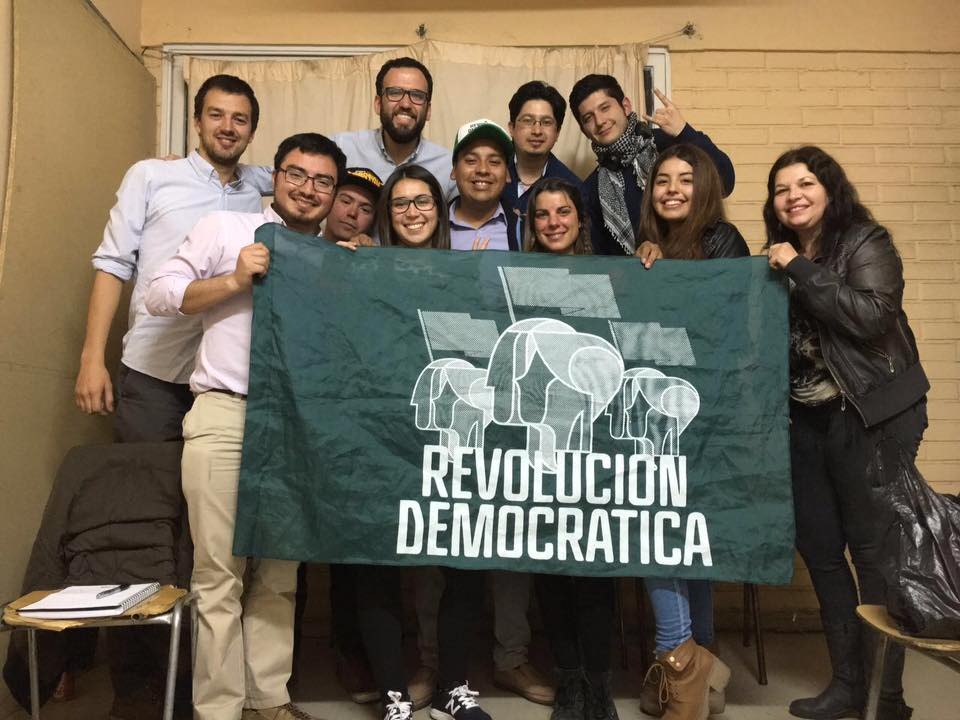
Vodanovic (a la izquierda) en una actividad territorial junto a Pablo Vidal en la comuna de Huechuraba en 2014.

A los 20 años (2010), fundó la ONG Formando Chile. Vodanovic la dirigió y fue parte de ella por ocho años, promoviendo la disminución de las brechas de desigualdad de oportunidades en el acceso a la educación. 
Entre 2015 y 2017, colaboró en la fundación Enseña Chile, donde se desempeñó como profesor de Historia y Geografía en la Escuela Carlos Prats de Huechuraba y la Escuela de la Industria Gráfica en San Miguel. 
A fines de 2020 renunció a su trabajo en el Congreso y junto a su partido decidió competir por la alcaldía de Maipú, participando de las elecciones primarias del Frente Amplio en la comuna. Tras su triunfo, se transformó en el candidato de su conglomerado en las elecciones del 14 y 15 de mayo de 2021, donde fue electo como alcalde de Maipú, con 90 284 votos.

## Alcalde de Maipú (2021−2028)
Vodanovic asumió el cargo oficialmente el 28 de junio de 2021 con 30 años de edad. El inicio de su gestión municipal estuvo marcado por una reestructuración institucional que incluyó recortes de presupuesto en personal burocrático debido al déficit económico heredado por la administración de Cathy Barriga, el que logró amortiguar en 2022. Asimismo, favoreció la inversión social en asuntos como prevención del delito en barrios con alta complejidad sociodelictual, para lo cual coordinó tareas con el Ministerio del Interior y la Subsecretaría de Prevención del Delito.
En línea con su política de seguridad, el 27 de julio de 2023, Vodanovic pudo dar clausura definitiva al local nocturno Espacio Don Óscar, el que se convirtió en el escenario de diversos hechos delictivos, entre ellos, dos homicidios (2022) y uno de alta notoriedad pública en 2016. No obstante, el alcalde enfrentó su momento más complejo con el hallazgo del cadáver del teniente venezolano Ronald Ojeda al interior de la toma Vicente Reyes, la cual logró desalojar parcialmente mediante operativos policiales que incluso desbarataron locales clandestinos al interior de esta.

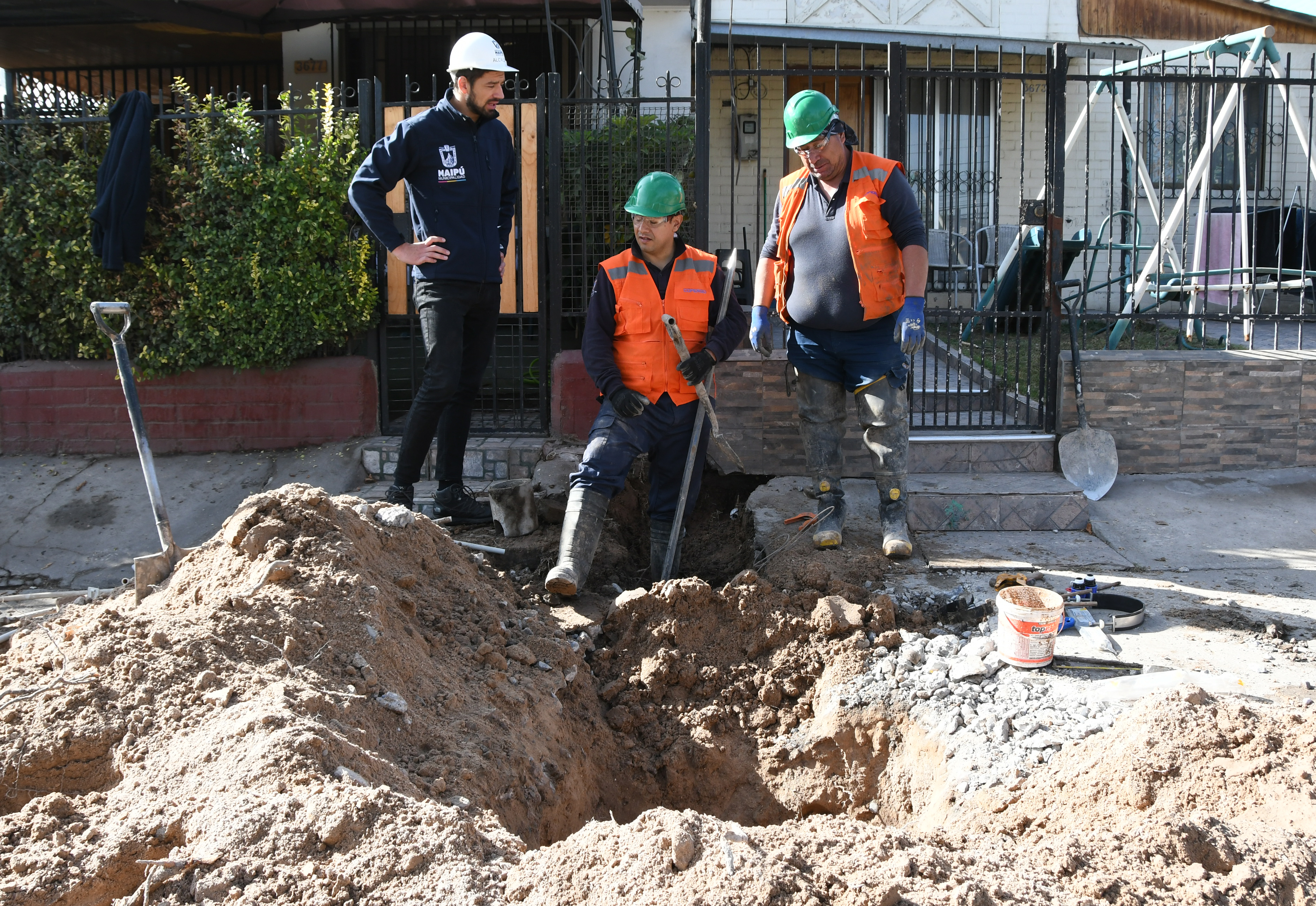
Vodanovic visitando las obras de reparación vial en Maipú.

Durante el 2023, su gobierno municipal realizó una inversión histórica de 12 000 000 000 $ en el Plan de Desarrollo de SMAPA para edificar ocho pozos en las plantas Lautaro, Ciudad Satélite, Cerrillos, San Juan, Santa Adela, El Tranque y El Almendral.Esto permitió que los persistentes reclamos vecinales disminuyeran a causa de las menores filtraciones de agua en la vía pública. Estas medidas fueron acompañadas por el reparo de calles como avenida Pajaritos, avenida Camino a Rinconada, avenida Borgoño y avenida Lumen. Asimismo, también modificó el Plan Regulador Comunal para impedir la construcción de guetos verticales de edificios.
Vodanovic también ha impulsado el crecimiento de la red primaria de salud en Maipú, destacando su inauguración de centros de atención como el CESFAM Dr. Salvador Allende, el Servicio de Urgencia de Atención Primaria de Alta Resolutividad (SAR) Michelle Bachelet,o la apertura de centros de salud mental y farmacias municipales.

## Historial electoral
| Año  | Tipo        | Territorio | Pacto               | Partido | Votos   | %     | Resultado |
| ---- | ----------- | ---------- | ------------------- | ------- | ------- | ----- | --------- |
| 2021 | Municipales | Maipú      | Frente Amplio (FA)  | RD      | 90 284  | 46,82 | Alcalde   |
| 2024 | Municipales | Maipú      | Contigo Chile Mejor | FA      | 227 693 | 70    | Alcalde   |